# 肿瘤生物学
《肿瘤生物学》（英語：Tumor Biology）是经同行评审的开放获取医学双月刊，主要收录肿瘤靶向性和肿瘤标志物方面的研究，也涉及与此相关的其他肿瘤学临床研究和实验。期刊于1980年建立，原名《肿瘤发育生物学与药物》（Oncodevelopmental Biology and Medicine），1984年更为现名。期刊由国际肿瘤和生物标志物协会（International Society of Oncology and BioMarkers）拥有，是该协会的官方期刊。期刊最初由瑞士出版商卡尔格出版，2010年起转至德国施普林格科学+商业媒体，2016年12月再次转至美国賽吉出版。期刊总编辑为波兰华沙居里研究院免疫学系主管马格达莱娜·杰克林斯卡（Magdalena Chechlinska）。根据科睿唯安的期刊引证报告，该期刊2016年的影响因子为3.650。2017年4月20日，《肿瘤生物学》一次性撤下2012年至2016年间发表的107篇论文，原因是这些论文在同行评审中伪造了专家审查意见。此次撤稿创下世界正规学术期刊一次性撤稿数量的纪录。

## 编辑
1980至1983年间，《肿瘤生物学》成立之初，美国拉霍亚癌症研究基金会的威廉·H·费什曼与日本北海道大学的平井秀松教授共同担任期刊总编辑。1984年，路德维希癌症研究所的A·门罗·内维尔（A. Munro Neville）出任期刊总编辑，随后德国弗赖堡大学萨宾娜·冯·克莱斯特（Sabine von Kleist）于1995年接任。1999年，冯·克莱斯特卸任后，瑞典于默奥大学托里尼·斯第奇布兰德（Torgny Stigbrand）上任成为期刊总编，直至2017年5月期刊出现丑闻时仍然在任。
2017年5月，《肿瘤生物学》大规模撤稿后，《科学》期刊在调查中发现期刊在公开的编委会名单中涉嫌造假。其公开的编委会名单中包含的德国诺贝尔奖得主哈拉尔德·楚尔·豪森等多名科学家与期刊并无关联。楚尔·豪森向《科学》表示自己完全不知道自己出现在这一名单中，亦没有评审过期刊的稿件；亦有科学家自编委会离职后仍出现在名单中；甚至在2016年的编委会名单中还收录了已经于2014年逝世的杜伊斯堡-埃森大学专家曼弗里德·拉杰斯基（Manfred Rajewsky）。2018年，波兰华沙居里研究院免疫学系主管马格达莱娜·杰克林斯卡（Magdalena Chechlinska）出任期刊新任总编辑。

## 撤稿和除名
2017年4月，施普林格宣布撤下《肿瘤生物学》中107篇论文，这些论文发表于2012年至2016年间，因在同行评审中伪造专家审查意见而遭撤稿。这一事件创下世界正规学术期刊一次性撤稿数量的纪录，亦使得《肿瘤生物学》成为科睿唯安Web of Science数据库收录期刊中撤稿总数最多的一部。这些论文在投稿时向编辑推荐了该领域的著名专家作为论文的评审人，之后投稿者使用假冒的邮箱地址，冒用这些专家的名义向编辑提交了虚假的同行评审意见。期刊编辑误认为论文已经通过专家的同行评审，便予以刊发。
这107篇论文全部有中国研究人员参与，在中国科研界引起巨大反响，中国科技部等机构随即展开调查，对存在过错的涉事人员采取处罚。科睿唯安随后宣布《肿瘤生物学》不再满足其数据库的标准，SCI科学引文索引自此将这部期刊除名。期刊自2017年7月19日之后发表的文章将不再收录于数据库。